# Жузумдіцький сільський округ
Жузумді́цький сільський округ (каз. Жүзімдік ауылдық округі, рос. Жузумдикский сельский округ) — адміністративна одиниця у складі Келеського району Туркестанської області Казахстану. Адміністративний центр — село Бірлесу.
Населення — 4192 особи (2021; 3493 у 2009, 2952 у 1999, 2428 у 1989).
Станом на 1989 рік існувала Жузумдіцька сільська рада (села 28 гвардійців, 60-ліття Октября, Карла Маркса, Онтустік, Садове, Цілинне, селища Бірлесу, Канал). Пізніше села 28 гвардійців, Берекелі (колишнє Цілинне), Діхан (колишнє Садове) та Казахстан (колишнє 60-ліття Октября) утворили окремий Бірлесуський сільський округ.

## Склад
До складу округу входять такі населені пункти:
| Населений пункт | Колишні назви | Населення, осіб (1989) | Населення, осіб (1999) | Населення, осіб (2009) | Населення, осіб (2021) |
| --------------- | ------------- | ---------------------- | ---------------------- | ---------------------- | ---------------------- |
| Аксу, село      | Канал         | 154                    | 202                    | 652                    | 650                    |
| Бірлесу, село   | -             | 77                     | 78                     | 63                     | 185                    |
| Жузумдік, село  | Карла Маркса  | 2062                   | 2502                   | 2586                   | 3092                   |
| Онтустік, село  | -             | 135                    | 170                    | 192                    | 265                    |